# Steve Eckels
Steven Zdenek Eckels (* 18. August 1955 in New  Mexico; † 3. April 2023 in Kalispell, Montana) war ein US-amerikanischer Gitarrist und Musikpädagoge.

## Leben und Wirken
Eckels entstammte einer Musikerfamilie mit tschechischen Wurzeln. Er gründete bereits als Kind mehrere Bands und hatte ab dem zwölften Lebensjahr Gitarrenunterricht bei Johnny Westbrook, einem Veteranen der Nashville-Musikszene, der ihn in das professionelle Tommy Dameron Swing Orchestra vermittelte. An der North Carolina School of the Arts von Jesus Silva erhielt er klassischen Gitarrenunterricht.
1973 ging Eckels nach Boston, wo er mit seinem Bruder als Gitarrenduo The Eckels Brothers arbeitete. Das Duo trat im Osten der USA, in Venezuela und England auf und veröffentlichte das Jazzalbum Fresh Powder, für das Charlie Byrd die Liner Notes schrieb. Zugleich studierte Eckels am New England Conservatory (Bachelor 1978) und am New England Conservatory (Master 1980).
1981 ging Eckels nach Wisconsin, wo er mit seinem Vater eine Töpferei betrieb. Als Autor für Mel Bay Publications verfasste er elf Giterrenlehrbücher. Mit dem indianischen Musiker Frank Montano nahm er die CD Woodland Winds auf. Nachdem er ein Jahr lang am Berklee College of Music unterrichtet hatte, ging er 1986 als Gitarren- und Gesangslehrer an das Northland College. Von 1996 bis 2000 war er Gitarrenlehrer an der New Mexico State University in Las Cruces. Er wurde Kolumnist des Fingerstyle Guitar Magazine und veröffentlichte 1997 bei Alfred Publications das Buch Mastering Fingerstyle Guitar.
Ab 2000 unterrichtete Eckels Gitarre am Kalispell School District #5. In den Sommern zwischen 2001 und 2003 besuchte er Meisterklassen von Christopher Parkening, in deren Ergebnis seine CD Sparks from the 7 Worlds – Classical Guitar Masterpieces entstand.

## Bücher
- Cowboy Classics
- American Love Songs and Ballads
- Blues Classics
- The Music of Stephen Foster
- Gospel Classics
- The Music of the North American Indians
- Fingerstyle Blues Method
- Christmas Encyclopedia
- Mariachi Classics
- Gregorian Chant for Acoustic Guitar
- A Young Beginner’s Guide to the Blues
- Mastering Fingerstyle Guitar
- Guitar Essentials & Ensembles
- Teaching Classroom Guitar